# Structuri marine metanogene - Sf. Gheorghe
Structuri marine metanogene - Sf. Gheorghe este o arie protejată (sit de importanță comunitară — SCI) din România, desemnată în scopul protejării biodiversității și menținerii într-o stare de conservare favorabilă a florei spontane și faunei sălbatice, precum și a habitatelor naturale de interes comunitar aflate în arealul zonei de protecție. Aceasta se întinde în apele Mării Negre, aproape de litoralul românesc.

## Localizare
Aria naturală se află în partea estică a județului Tulcea, în apele teritoriale din nord-vestul Mării Negre.

## Descriere
Zona a fost declarată sit de importanță comunitară prin Ordinul Ministerului Mediului și Dezvoltării Durabile Nr.1964 din 13 decembrie 2007 (privind instituirea regimului de arie naturală protejată a siturilor de importanță comunitară, ca parte integrantă a rețelei ecologice europene Natura 2000 în România) și se întinde pe o suprafață de 6.122 hectare.
Situl reprezintă o zonă naturală aflată la o adâncime cuprinsă între 35 și 784 m, ce adăpostește structuri submarine formate din nisipuri și carbonați. Aria protejată încadrată în bioregiune pontică a apelor teritoriale ale Mării Negre, conservă un habitat natural de tip: Structuri submarine create de scurgeri de gaze și protejază specii importante de faună și ihtiofaună marină.
La baza desemnării sitului se află patru specii enumerate în anexa I-a a Directivei Consiliului European 92/43/CE din 21 mai 1992 (privind conservarea habitatelor naturale și a speciilor de faună și floră sălbatică); printre care două mamifere: porcul-de-mare (Phocoena phocoena) și delfinul cu bot gros (Tursiops truncatus) și două specii de pești: rizeafca (Alosa tanaica) și scrumbia de Dunăre (Alosa immaculata).

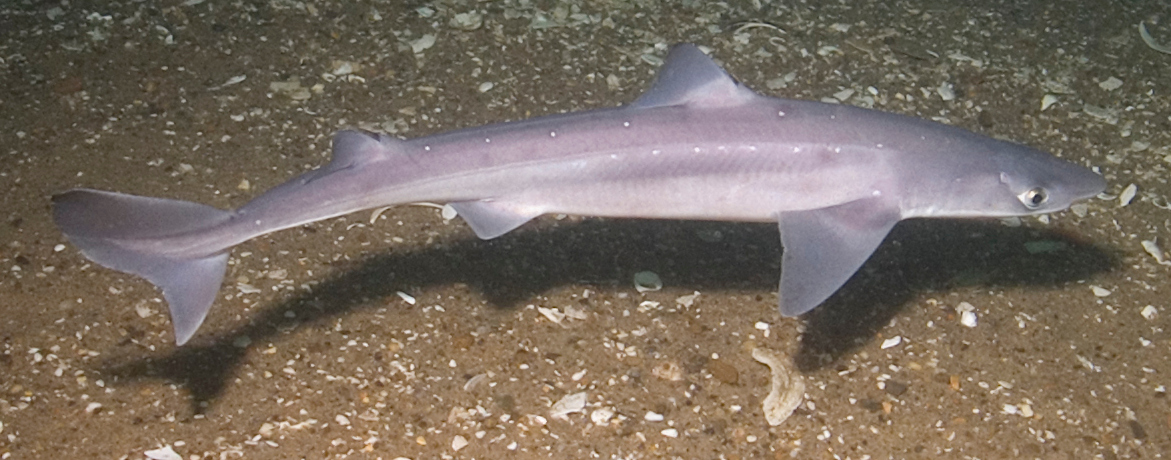
Câine-de-mare (Squalus acanthias)

Alte specii de pești aflate în sit: morun (Huso huso), 
păstrugă (Acipenser stellatus), nisetru (Acipenser gueldenstaedtii), cambulă (Pleuronectes flesus), calcan (Scophthalmus maximus), rândunica-de-mare (Chelidonichthys lucerna), vatosul (Raja clavata), câine de mare (Squalus acanthias).  
În arealul sitului este semnalată și prezența mai multor nevertebrate cu specii de: Modiolula phaseolina, Mytilus galloprovincialis, Ampelisca diadema, Ampelisca diadema sau Apseudes acutifrons.